# Del (명령어)
마이크로소프트를 비롯한 여러 회사의 도스, OS/2 및 윈도우의 명령 줄 인터페이스(셸), 윈도우 파워셸 등에서, del (또는 erase)는 하나 이상의 파일이나 디렉터리를 파일 시스템에서 삭제하는 용도로 제공되어 있다. 유닉스 계열의 운영 체제에서 제공하는 rm과 역할 면에서 비슷하다.
윈도우 파워셸에서는 del 과 erase가 Remove-Item 커맨드릿의 앨리어스로 설정되어 있으나, 역할은 같다.

## Del 명령어의 정의
- /P: 파일을 삭제하기 전에 삭제를 확인하는 메시지를 표시한다.
- /F: 읽기전용 파일도 삭제한다.
- /S: 모든 하위 디렉터리에서 파일을 삭제한다.
- /Q: 파일을 삭제할것인지 묻는 메시지를 표시하지 않는다.

## 사용 예
```
del
 filename

erase
 filename

```

## 같이 보기
- deltree
- rmdir
- 도스 명령어 목록
- 유닉스 프로그램 목록